# Стратегічний план Австро-Угорщини напередодні Першої світової війни

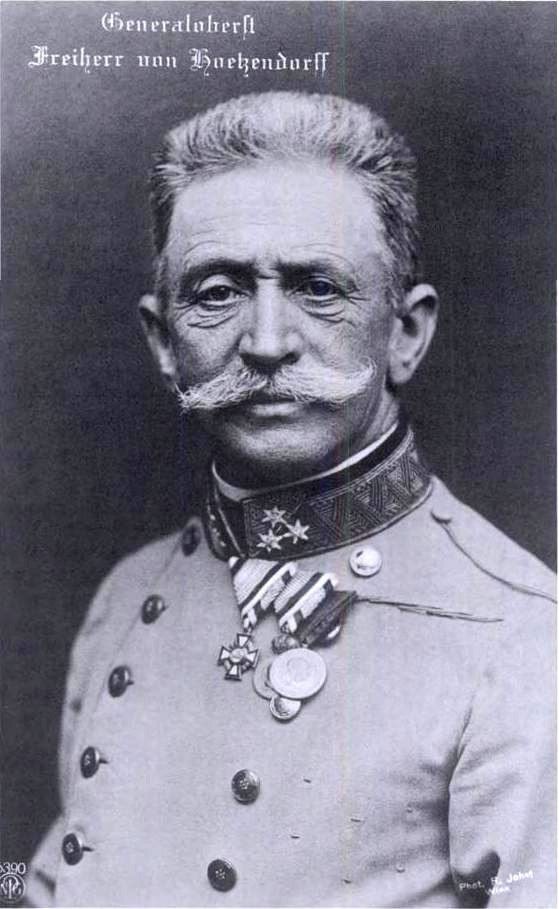
Франц Конрад фон Гетцендорф — Генерального штабу збройних сил Австро — Угорщини

Стратегічний план Австро-Угорщини напередодні Першої світової війни — військовий план, що розроблявся вищими чинами Генерального штабу дуалістичної Габсбурзької монархії на випадок початку повномасштабних військових дій у Європі. Головним чином спрямовувався проти Росії та Сербії.

## Загальні тенденції
Протягом останньої третини XIX — початку XX століть, Генеральні штаби провідних країн Європи займались розробками військових планів на випадок початку глобальної війни у Європі. Враховувався характер ведення війни (наступальний, оборонний), наявність сил та засобів, необхідних для досягнення поставлених цілей, розташування сил на початок бойових дій або ймовірне стратегічне розгортання. Спільними для усіх планів була їх агресивність, бажання переділу територій, а також врахування лиш військових можливостей і технічно — економічного забезпечення з ігноруванням поєднання економічних, моральних та військових факторів для досягнення перемоги.

## Особливості стратегічного плану Австро-Угорщини
Австро-Угорський стратегічний план розроблявся під впливом німецького генерального штабу. Німецький генералітет намагався підпорядкувати своєму планові дії австро-угорської армії, яка активними операціями проти російського фронту повинна була надати можливість німецькій армії повномасштабно діяти проти Франції. Рівночасно складна військово-політична ситуація Австро-Угорщини, а також її не цілком відповідні за навченістю та якістю військові сили не дозволяли німцям забрати свої сили з-під російських кордонів.
План війни Австро-Угорщини будувався з урахуванням одночасних військових операцій проти Росії, Сербії і Чорногорії. Цей план також враховував ненадійність Італії як союзника і переорієнтацію Румунії на держави Антанти. Керівник австро-угорського генерального штабу Конрад головною метою плану вважав наступ проти Росії:
|  | «Найважливіша ціль мого плану, полягає в тому, щоб наші головні сили дали генеральний бій російським силам між ріками Вісла і Буг при підтримці з півночі ударом на Седлець німецькими силами, зібраними у Північній Пруссії.» |

Плануючи наступ, Конрад покладав надії на сковування німцями до 20 російських дивізій на кордонах. Перша австрійська група — «ешелон А» мала у своєму складі більш як половини всіх сил і призначалася для дій проти Росії, друга — «мінімальна група Балкан» мала діяти проти Сербії і Чорногорії і третя група — «ешелон Б» своєрідний резерв для підкріплення цим двом групам. У випадку війни з Росією «ешелон Б» мав би направитися у Галичину, підсилюючи «ешелон А», а у випадку війни з Сербією — для підсилення балканської групи військ. Проти російського фронту австро-угорський генеральний штаб розвернув чотири армії, плануючи наступ між Західним Бугом і Віслою, у напрямку міст Луцьк, Рівне, Дубно.
Перед початком війни, австро-угорське командування було змушене змінити розгортання своїх основних сил і перенести їх на лінію річок Сян і Дністер у зв'язку із резонансною справою шпіонажу полковника Редля, який видав наступальний план австрійців російському генеральному штабові. На Сербському театрі за планом Конрада розміщувалися 5 і 6 армії, до яких при потребі міг приєднатись «ешелон Б».
Найбільшим стратегічним прорахунком Франца Йосифа і його радників було те, що уся військово-політична концепція будувалася на переконанні, що у випадку нападу на Сербію Росія не обов'язково втрутиться у конфлікт, а якщо це і трапиться, то Англія її не підтримає бо англійці бояться російської експансії і будуть вітати невдачі росіян.